# قصر سانت جيمس
قصر سانت جيمس (بالإنجليزية: St James's Palace)‏ هو أحد أقدم القصور في لندن. وهو يقع في شارع بول مول (بالإنجليزية: Pall Mall)‏، على شمال حديقة سانت جيمس .وقد بناه الملك هنري الثامن في القرن الثاني عشر، في حين تعد بوابته مشهورة في لندن حيث أنه الوحيدة المتبقية من المبنى القديم

## أعلام
- ماري الثانية ملكة إنجلترا
- فريدريك دوق يورك وألباني
- شارلوت فينش
- جورج الرابع ملك المملكة المتحدة
- كارولين أميرة بريطانيا العظمى
- إليزابيث ستيوارت
- آن هايد
- جيمس فرانسيس إدوارد ستيوارت
- هنري فيتزروي
- ماري الأولى ملكة إنجلترا